# St. Jodocus (Göschitz)

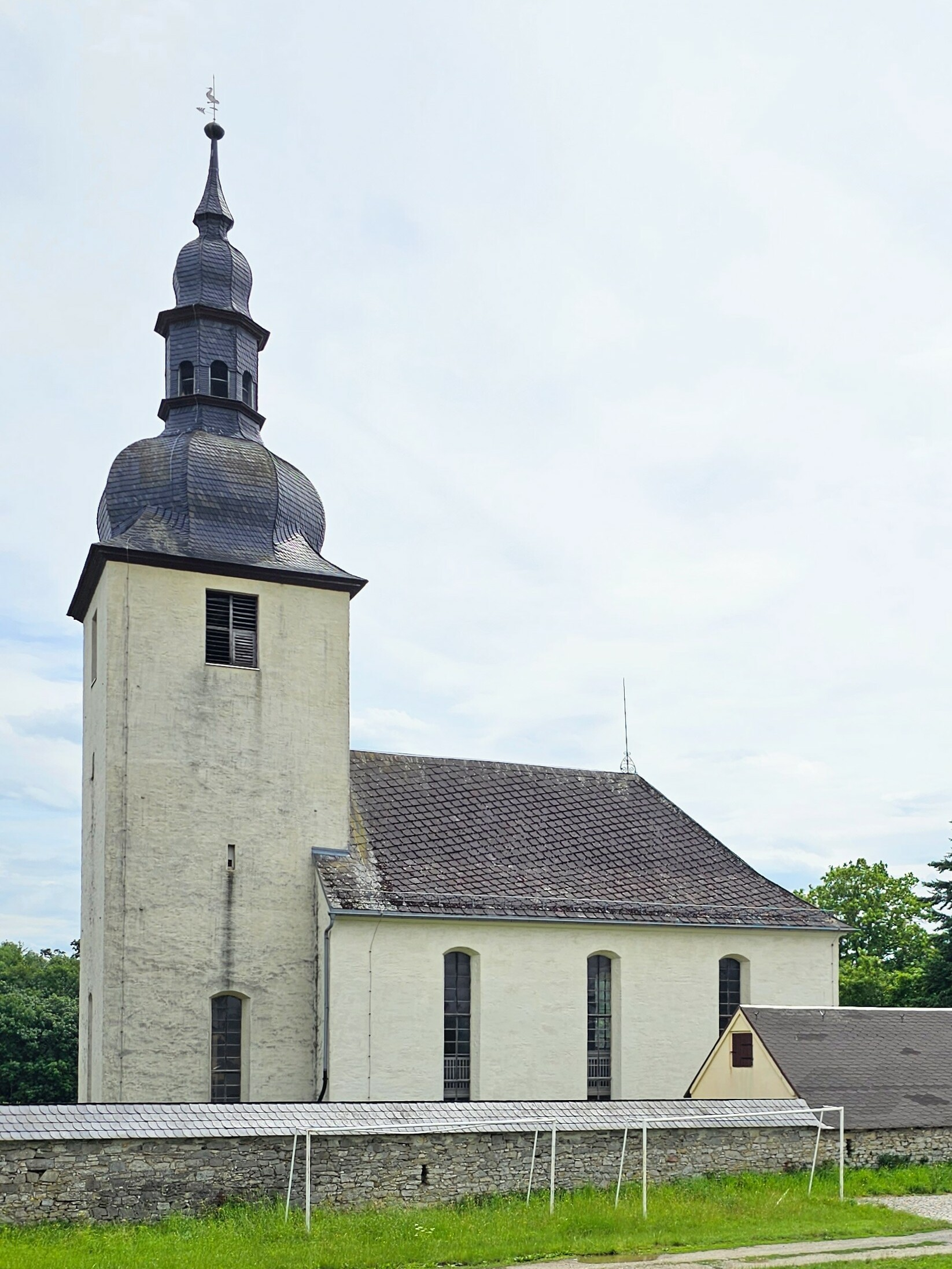
St. Jodocus Göschitz

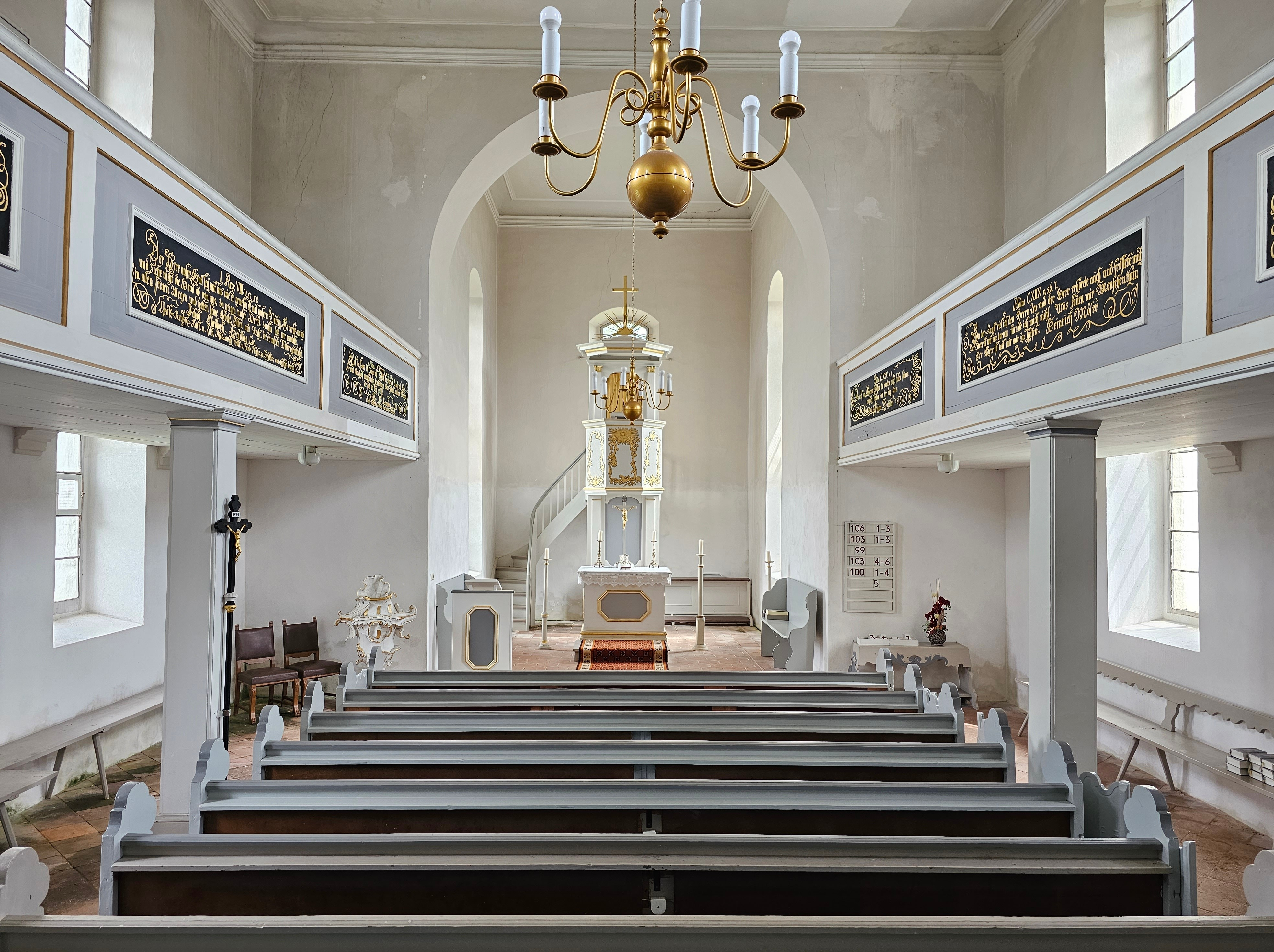
Innenraum (2023)

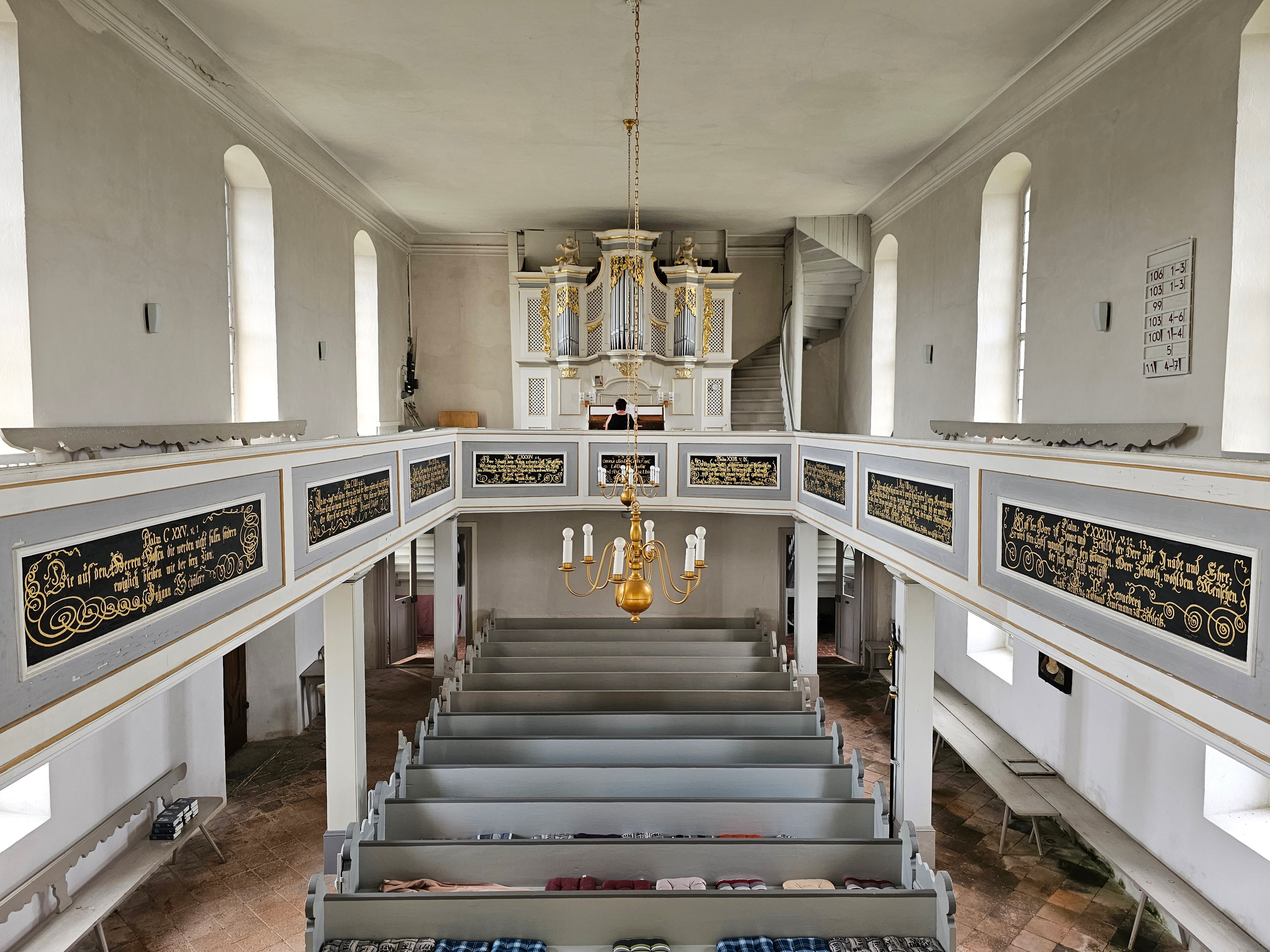
Innenraum, Blick zur Orgel

Die evangelisch-lutherische Kirche St. Jodocus steht in Göschitz, einer Gemeinde im thüringischen Saale-Orla-Kreis. Ihr Namenspatron ist der heilige Jodok. Die Kirchengemeinde Göschitz gehört zur Pfarrei Oettersdorf-Neundorf im Kirchenkreis Schleiz der Evangelischen Kirche in Mitteldeutschland.

## Geschichte
1341 gab es einen Ablass durch Bischof Withego I. von Ostrau zur Erneuerung einer schon länger bestehenden Kirche. 1492 wird in einer Urkunde eine dem heiligen Bartholomäus geweihte Kapelle erwähnt, die heute längst verschwunden ist. Nach der Zerstörung 1643 im Dreißigjährigen Krieg wurde die Kirche notdürftig wieder hergerichtet. Eine Kartusche über einer Eingangstür gibt an, dass die Kirche 1725 umgebaut wurde. Eine weitere Kartusche zeigt die Jahreszahl 1825, die Kirche wurde grundlegend erneuert. In den 1970er Jahren wurde die Kirche renoviert.

## Beschreibung
Die ursprünglich mittelalterliche Saalkirche mit Chorturm wurde 1725 zu einer barocken Kirche umgebaut. Dabei erhielt sie ihre heutigen hohen Fenster. Das Kirchenschiff ist mit einem abgewalmten Satteldach bedeckt. Auf dem Turm sitzt eine Haube, auf der eine offene Laterne thront. In ihm hängen drei Glocken, eine Bronzeglocke von 1897 und zwei Gussstahlglocken von 1949.
Die Kirchenausstattung und die Emporen sind aus der Bauzeit. Auf den Brüstungen der Emporen sind Sprüche aus der Bibel golden auf schwarzem Grund geschrieben. Eine kleine Gedenktafel erinnert an die verstorbene Ehefrau des Dichters Julius Sturm, der in Göschitz als Pfarrer gewirkt hatte.
Der Kanzelaltar ist mit vergoldeten Rocaillen verziert. Ihm gegenüber steht auf der Westempore die Orgel. Sie hat 16 Register, verteilt auf 2 Manuale und Pedal und wurde 1911 von E. F. Walcker & Cie gebaut. Der mit zwei Putten geschmückte Prospekt stammt von Johann Tobias Hiebe aus Schleiz. Das Taufbecken ist aus Holz gefertigt.